# Восточно-Американская и Нью-Йоркская епархия
Восто́чно-Америка́нская и Нью-Йо́ркская епа́рхия (англ. Eastern American & New York Diocese) — епархия Русской православной церкви заграницей на территории штатов Нью-Йорк, Коннектикут, Массачусетс, Мэн, Нью-Джерси, Пенсильвания, Виргиния, Джорджия, Западная Виргиния, Мэриленд, Северная Каролина, Теннесси, Флорида, Южная Каролина, Миссисипи, Алабама, округа Колумбия и стран Карибского моря.
Епархиальное управление располагается в городе Хауэлл, штат Нью-Джерси, при Св. Александро-Невском соборе.

## История

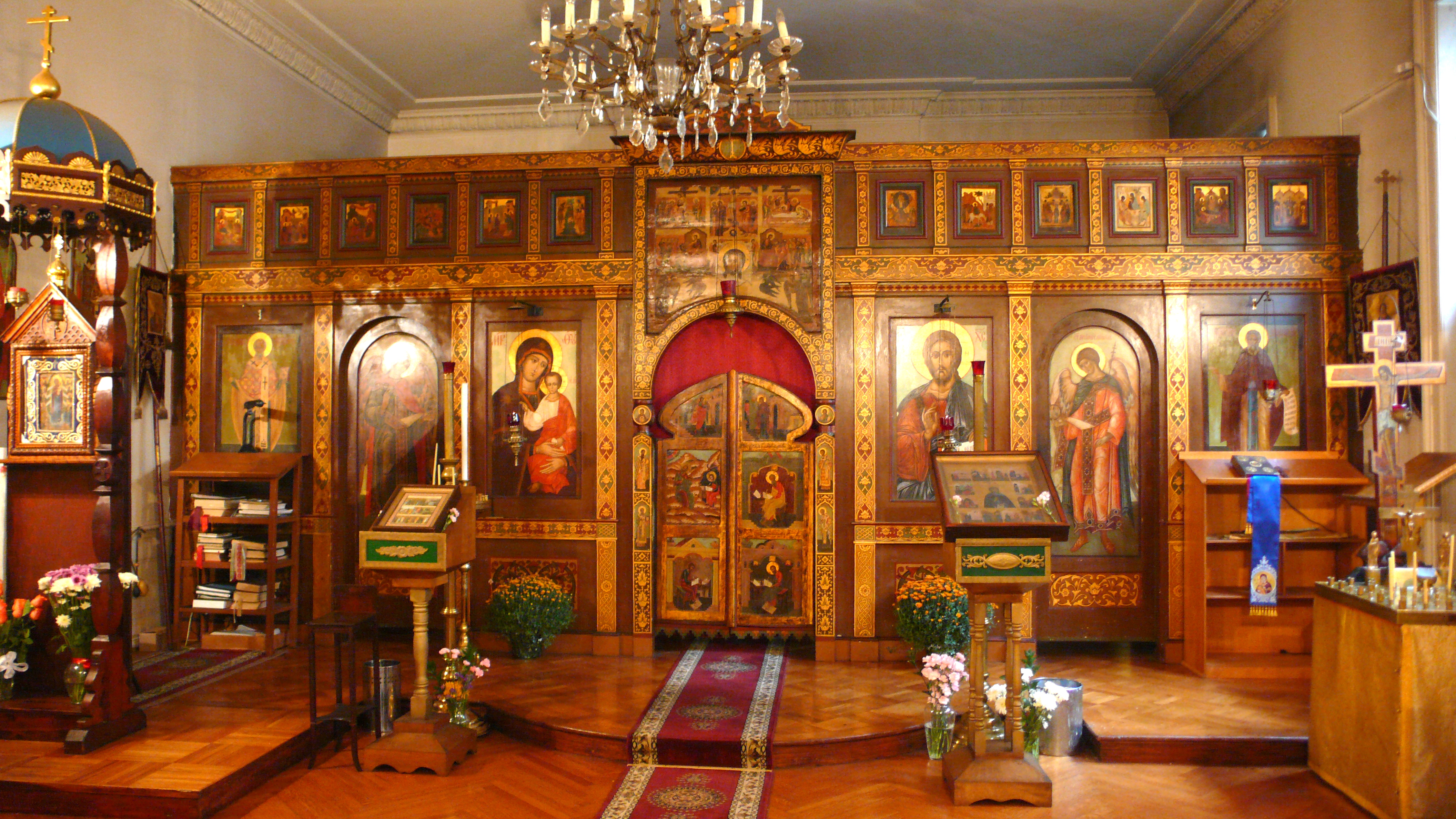
Церковь в честь преп. Сергия Радонежского в Нью-Йорке

4 сентября 1934 году Архиерейский Синод РПЦЗ принимает решение о разделении Северо-Американской епархии на Восточно-Американскую и Западно-Американскую. Восточно-Американскую епархию возглавил архиепископ Виталий (Максименко), много сделавший для её становления.
В 1935 году в связи с объединением РПЦЗ и Северо-Американской митрополии чего происходит реорганизация епархий. Центр Восточно-Американской епархии окончательно утверждается в Нью-Йорке. Кафедральным собором выбран храм Вознесения Господня в Бронксе, при котором было организовано епархиальное управление.
В 1938 году были организованы Владимирские празднества в честь 950-летия Крещения Руси. В ознаменование этого события архиепископом Виталием в 1940 году заложен Свято-Владимирский храм-памятник в Джэксоне (Нью-Джерси). В 1944 году усилиями единой русской Северо-Американской митрополии отмечалось 150-летие Православия в Америке.
В ноябре 1946 года в Кливленде Собора духовенства и мирян Северо-Американской митрополии принял постановление, по которому Митрополичий округ ограничивал свои контакты как с Московским патриархатом, так и с Синодом РПЦЗ, сохраняя с ними только молитвенно-евхаристическое общение и признав Патриарха Алексия I духовным главой Православной церкви в Америке. Однако значительная часть приходов отказалась отделяться от Русской зарубежной церкви. После разрыва общения с митрополитом Феофилом (Пашковским) РПЦЗ восстановила свою юрисдикцию в Америке и приняла около 40 вышедших из состава Митрополичьего округа приходов, руководство которыми было поручено архиепископу Виталию, получившему титул «архиепископа Восточноамериканского и Нью-Джерсийского» / Джерсиситского.
Благодаря активной деятельности архиепископа Виталия по открытию приходов к весне 1953 года в Северной Америке насчитывалось около 110 приходов и свыше 150 клириков РПЦЗ.
В 1954 году часть приходов выделяют в новую епархию с центром в Чикаго.
Решением Архиерейского Собора 1959 года возглавление Восточно-Американской епархии перешло к Митрополиту Анастасию (Грибановскому), а ближайшим его помощником в управлении епархией являлся архиепископ Никон (Рклицкий). В том же году состоялось освящение церкви в честь иконы Пресвятой Богородицы «Знамение», ставшей впоследствии кафедральным собором.
В 1962 году часть приходов были переведены в новообразованную Лос-Анджелесскую епархию.
В 1964 году епархия становится кафедрой Первоиерарха РПЦЗ с наименованием Восточно-Американская и Нью-Йоркская.
На Архиерейском соборе 1966 года было принято постановление о разделении Восточно-Американской епархии на три части: 1) Восточно-Американскую и Нью-Йоркскую в ведении митрополита Филарета (Вознесенского), 2) Вашингтонскую и Флоридскую под управлением архиепископа Никона (Рклицкого) и 3) Сиракузско-Троицкую под управлением архиепископа Аверкия (Таушева). Однако епархиальная канцелярия всех этих трех новых епархий оставалось общей, на Бронксе, которую руководил архиепископ Никон.
С 1986 по 1998 года носила наименование — Нью-Йоркская и Восточно-Американская, после чего возвращено изначальное название.
В 1994 году в подчинении епархии была создана Православная миссия на Гаити.
В апреле 2013 года в состав епархии был принят приход преподобной Бригитты в штате Миссисипи, таким образом юрисдикция Восточно-Американской епархии распространилась и на этот штат.
18 февраля 2014 года указом митрополита Илариона был создан 7-й благочиннический округ штата Флориды.
В сентябре 2014 года был официально открыт административный центр епархии в Лейквуде, штат Нью-Джерси, в полутора часах езды от мегаполиса. Вместительный Александро-Невский собор стал кафедральным собором правящего архиерея Восточно-Американской епархии.
30 июня 2015 года на очередном заседании епархиального совета Южное благочиние было расформировано вместо него были сформированы Седьмое, Восьмое и Девятое благочиннические округа. Прежний 7-й благочиннический округ стал десятым.

## Епископы
- 4 сентября 1934—1959 — Виталий (Максименко)
- 1959 — 27 мая 1964 — Анастасий (Грибановский)
- 31 мая 1964 — 21 ноября 1985 — Филарет (Вознесенский)
- 22 января 1986 — 10 августа 2001 — Виталий (Устинов)
- 27 октября 2001 — 16 марта 2008 — Лавр (Шкурла)
- 18 мая 2008 — 16 мая 2022 — Иларион (Капрал)
- с 17 мая 2022 года в/у; с 17 сентября 2022 года — Николай (Ольховский)

## Благочинные округа
- Первый благочиннический округ (Манхеттен, Бруклин и Статен-Айленд)
- Второй благочиннический округ (Куинс, Лонг-Айленд, Бронкс, Хадсон-Валли[англ.], приходы в штате Нью-Йорк южнее города Покипси)
- Третий благочиннический округ (штат Нью-Йорк)
- Четвёртый благочиннический округ (Новая Англия: штаты Мэн, Нью-Гэмпшир, Вермонт, Массачусетс, Коннектикут и Род-Айленд)
- Пятый благочиннический округ (штат Нью-Джерси)
- Шестой благочиннический округ (штат Пенсильвания)
- Седьмой благочиннический округ (федеральный округ Колумбия, штаты Делавэр, Мериленд, Вирджиния, Западная Вирджиния, Кентукки)
- Восьмой благочиннический округ (Северная Каролина, Южная Каролина и Теннесси)
- Девятый благочиннический округ (Джорджия, Алабама и Миссисипи)
- Десятый благочиннический округ (штат Флорида)
- Испаноязычное миссионерское благочиние (экстерриториальное: две общины во Флориде и одна в Пуэрто-Рико)

## Монастыри
- Монастырь Воздвижения Креста Господня (мужской; Уэйн)
- Монастырь Рождества Пресвятой Богородицы (женский; Уэйн, Западная Вирджиния)
- Скит Святого Креста (мужской; Ист-Сетаукет, штат Нью-Йорк)

На территории епархии расположен ставропигиальные монастыри РПЦЗ:
- Монастырь Вознесения Господня (мужской, западнообрядный; Долтон, Джорджия)
- Свято-Троицкий монастырь (мужской; Джорданвилл, штат Нью-Йорк)
- Ново-Дивеевский Успенский монастырь (женский; штат Нью-Йорк)
- Ново-Коренная пустынь (мужской; Магопак, штат Нью-Йорк)
- Свято-Успенский скит (Холируд) (мужской; Джэксонвилл, Флорида)